# Niflhel

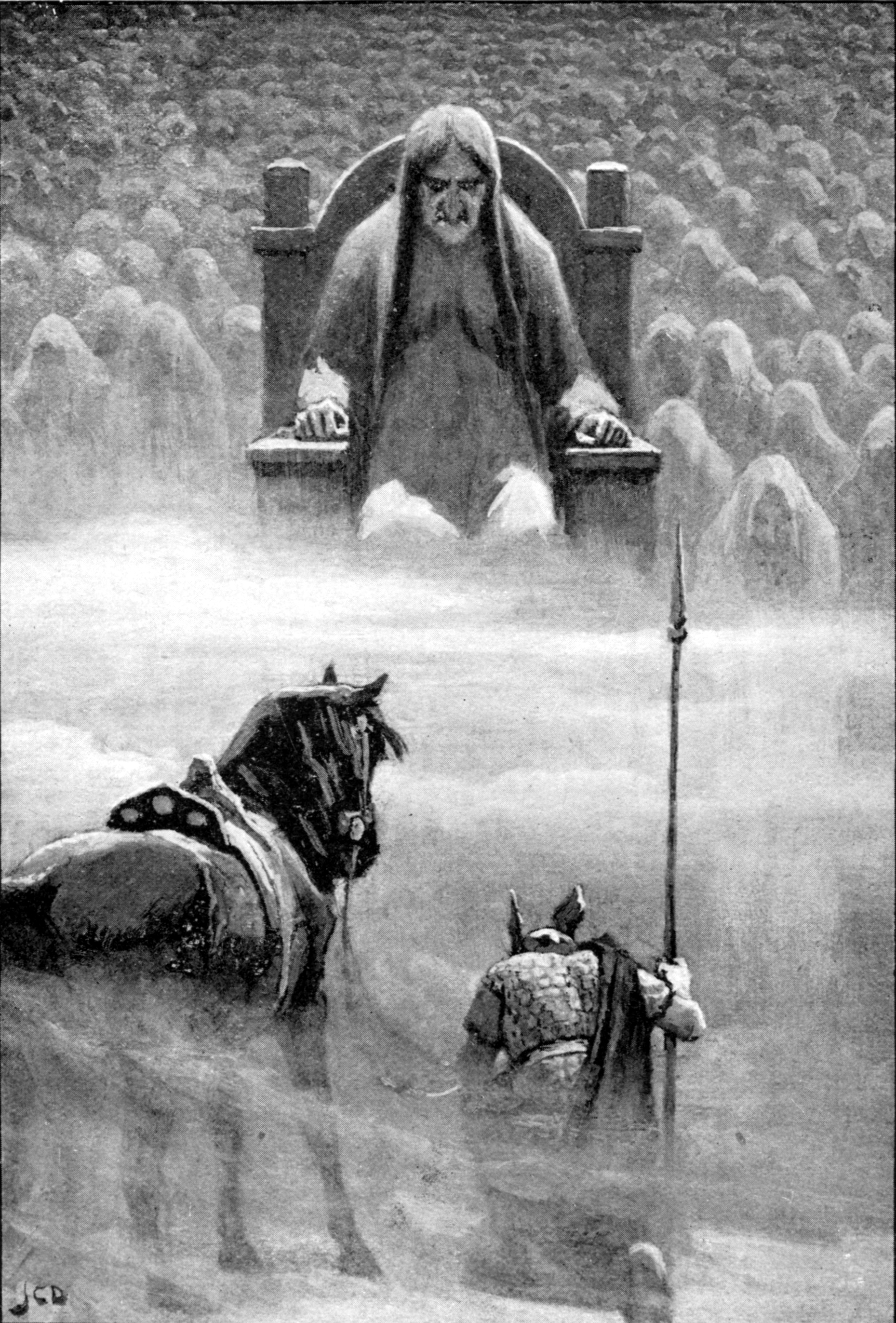
Hermod verschijnt voor Hel om zijn broer Baldr en Nanna terug te halen

Niflhel is in de Noordse mythologie het diepste punt van Niflheim, of Nevelrijk, de plaats waar Hel regeert. Hier staat de burcht van Hel, die tevens de naam Niflhel draagt. De ingang naar de burcht is een hol, Gnipahellir ofwel Rotshol, en wordt bewaakt door Garmr ofwel Janker, een hond. Níðhöggr zuigt hier ontzielde lichamen weg, in de buurt van Yggdrasils wortel, en er bevindt zich een bron, de Hvergelmir ofwel Ruisende Ketel, waaruit de Elivágar ontspringen.
Naglfar, of Nagelschip, ligt aan het Náströnd ofwel Lijkenstrand. Het is een schip dat gemaakt is van de nagels der doden, die door liefdeloosheid na de dood niet meer zijn geknipt. Op de dag van de ragnarök meert dit schip aan op de kust van Midgard, en trekken de doden ten strijde tegen de goden.
Deze doden zijn de zielen van hen die, bijvoorbeeld van ouderdom of ziekte, in bed gestorven zijn. Blij zijn zij niet met hun lot, zij wonen in Niflhel (de burcht) waar zij Hel moeten dienen als slaven. De grimmigheid van Hels rijk vormt een groot contrast met het Walhalla. Overigens, niet voor allen was de burcht van Hel een zware straf. Het was een tussenstadium voor hen die normaal geleefd hadden, de uitzonderlijke goeden en kwaden gingen naar het Walhalla of ondergingen een eeuwige marteling in de kerkers van de burcht van Hel.
Nog meer slangen leefden aan de wortel van Yggdrasil, naast Níðhöggr. Níðhöggr zou, samen met Yggdrasil, de ragna rök overleven, evenals waarschijnlijk de andere slangen.
Naar een vertaling van Marcel Otten:
Meerdere slangen liggen onder Yggdrasil, de Es;
meer dan een jan doedel zich indenken kan:
In de Aarde en In ’t Veen – zonen van de Graafwolf
Grauwrug en Graver,
de Lus en Inslaper zullen volgens mij eeuwig
de twijgen van de boom verteren.